# Châtillon-sur-Lison
Châtillon-sur-Lison – miejscowość i gmina we Francji, w regionie Burgundia-Franche-Comté, w departamencie Doubs.
Według danych na rok 1990 gminę zamieszkiwało 15 osób, a gęstość zaludnienia wynosiła 5 osób/km² (wśród 1786 gmin Franche-Comté Châtillon-sur-Lison plasuje się na 725. miejscu pod względem liczby ludności, natomiast pod względem powierzchni na miejscu 960.).